# Chapman Hump
Chapman Hump är en kulle i Antarktis. Den ligger i Västantarktis. Argentina, Chile och Storbritannien gör anspråk på området. Toppen på Chapman Hump är 946 meter över havet.
Terrängen runt Chapman Hump är platt åt nordost, men åt sydväst är den kuperad. Trakten är obefolkad. Det finns inga samhällen i närheten.